# Государственный Народный Совет
Государственный Народный Совет (укр. Державна Народна Рада, ДНР) — временный орган законодательной власти Украинской Народной Республики времён Директории.
Формально был образован 12 ноября 1920 путём принятия закона «О Государственном Народном Совете Украинской Народной Республики». Срок действия совета был ограничен — до созыва предполагаемого парламента УНР. Предусматривалось, что Государственный Народный Совет станет по сути временным органом народного представительства, состоящим из представителей населения, политических партий, общественных, научных, профессиональных и кооперативных организаций. Выборы в Государственный Народный Совет предполагалось провести в 3 этапа: сначала планировалось выбрать 82-х представителей, потом 49 и впоследствии ещё 30.
Однако вследствие поражения национально-освободительной борьбы Государственный Народный Совет так и не был созван.
Тем не менее 3 февраля 1921 на основе положений закона касательно Государственного Народного Совета, в городе Тарнув (Польша) был сформирован Совет Республики — представительный орган Государственного центра Украинской Народной Республики в изгнании.